# Cesare Amè

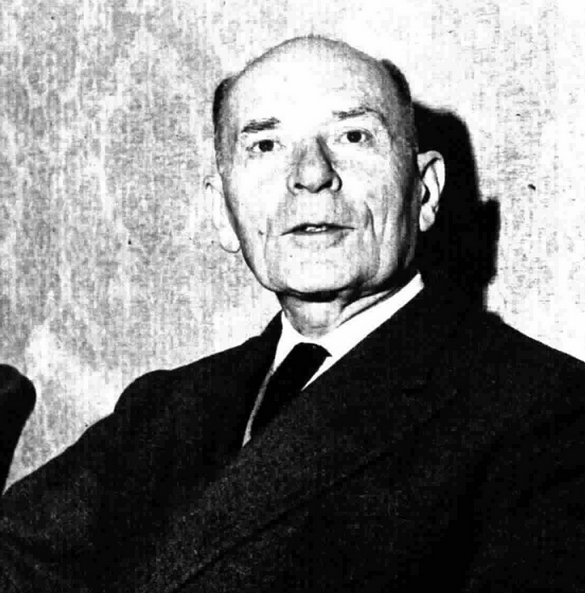
Cesare Amè, 1962

Cesare Amè (* 18. November 1892 in Cumiana; † 30. Juni 1983 in Rom) war ein italienischer General.

## Leben
Nach der Ausbildung an der Militärakademie in Modena wurde Amè Berufsoffizier. Im Ersten Weltkrieg kämpfte er zunächst am Col di Lana, dann folgte ein Ausbildungskurs für Stabsoffiziere in Padua. Im Anschluss wurde er Verbindungsoffizier im Stab der 25. Division, wo er bis Caporetto blieb. Während der Piaveschlachten gehörte er zu den Aufklärern unter dem Kommando von Giovanni Messe. Nach der Schlacht von Vittorio Veneto kommandierte er eine Abteilung gepanzerter Fahrzeuge zur Verfolgung der sich zurückziehenden österreichischen Truppen. Nach Kriegsende wurde er nach Rom versetzt und nach einer weiteren Ausbildung an der Kriegsschule in Turin wurde er dem militärischen Nachrichtendienst empfohlen, bestand die Zulassungsprüfung mit einer Studie über den Vatikan und die Kriege, die auf archivalischen Quellen beruhte, und trat 1921 in den SIM (it. Servizio Informazioni Militare), den Nachrichtendienst des Heeres, ein. Längere Auslandseinsätze führten ihn nach Wien und Budapest unter dem Deckmantel eines Mitarbeiters des italienischen Fremdenverkehrsamtes ENIT. 1927 wurde er tenente colonello, 1929 verließ er den Nachrichtendienst, um die vorgeschriebenen Dienstzeiten im Kommando von Kampftruppen zu leisten, die er von 1930 bis 1934 in Perugia verbrachte. Von 1933 bis 1935 unterrichtete er Geschichte der Landstreitkräfte an der Accademia Aeronautica in Caserta. Nach der Beförderung zum Oberst im Jahre 1937 kommandierte er zunächst ein Infanterieregiment, um dann Stabschef der Infanteriedivision Legnano und anschließend des XI. Armeekorps zu werden. Anfang Januar 1940 kehrte als Stellvertreter von Giacomo Carboni zum Nachrichtendienst zurück, um nach Carbonis Rücktritt am 20. September des Jahres die Leitung des SIM zu übernehmen. 1942 wurde Amè zum Brigadegeneral ernannt.
Nach dem Sturz von Mussolini, von dem er nicht vorzeitig unterrichtet wurde, wurde Amè am 18. August 1943 von Pietro Badoglio abgesetzt und durch seinen Vorgänger Carboni ersetzt. Das ihm zugewiesene Divisionskommando trat Amè nicht mehr an, da er vom bevorstehenden Waffenstillstand Kenntnis hatte.

## Werke
- Guerra segreta in Italia, 1940–1943, 1956.
- Il Servizio informazioni militare dalla sua costituzione alla fine della seconda guerra mondiale, 1957.